# 贾国
贾國是中國歷史上西周至春秋時期的一個諸侯國，國君為姬姓，開國君主是贾伯公明。

## 君主列表
- 賈伯公明，唐叔虞少子，西周康王、昭王時期國君。[1]
- 賈伯，西周晚期國君。[2]
- 賈子己父，春秋早期國君。[3]
- 賈伯，見《左傳》魯桓公九年（前703年）記載，前703年秋，虢仲、芮伯、梁伯、荀侯、贾伯，共同出兵讨伐曲沃。[4]